# Klaus Onnasch
Klaus Onnasch (* 27. Oktober 1937 in Görlitz) ist ein deutscher evangelischer Theologe, Pastor, Autor und Experte für Trauerbegleitung sowie interkulturellen und interreligiösen Dialog. Bekannt wurde er vor allem durch das von ihm entwickelte Spielraum-Modell der Trauer und sein langjähriges Engagement in der kirchlichen Reformbewegung, Entwicklungszusammenarbeit und interreligiösen Verständigung. 

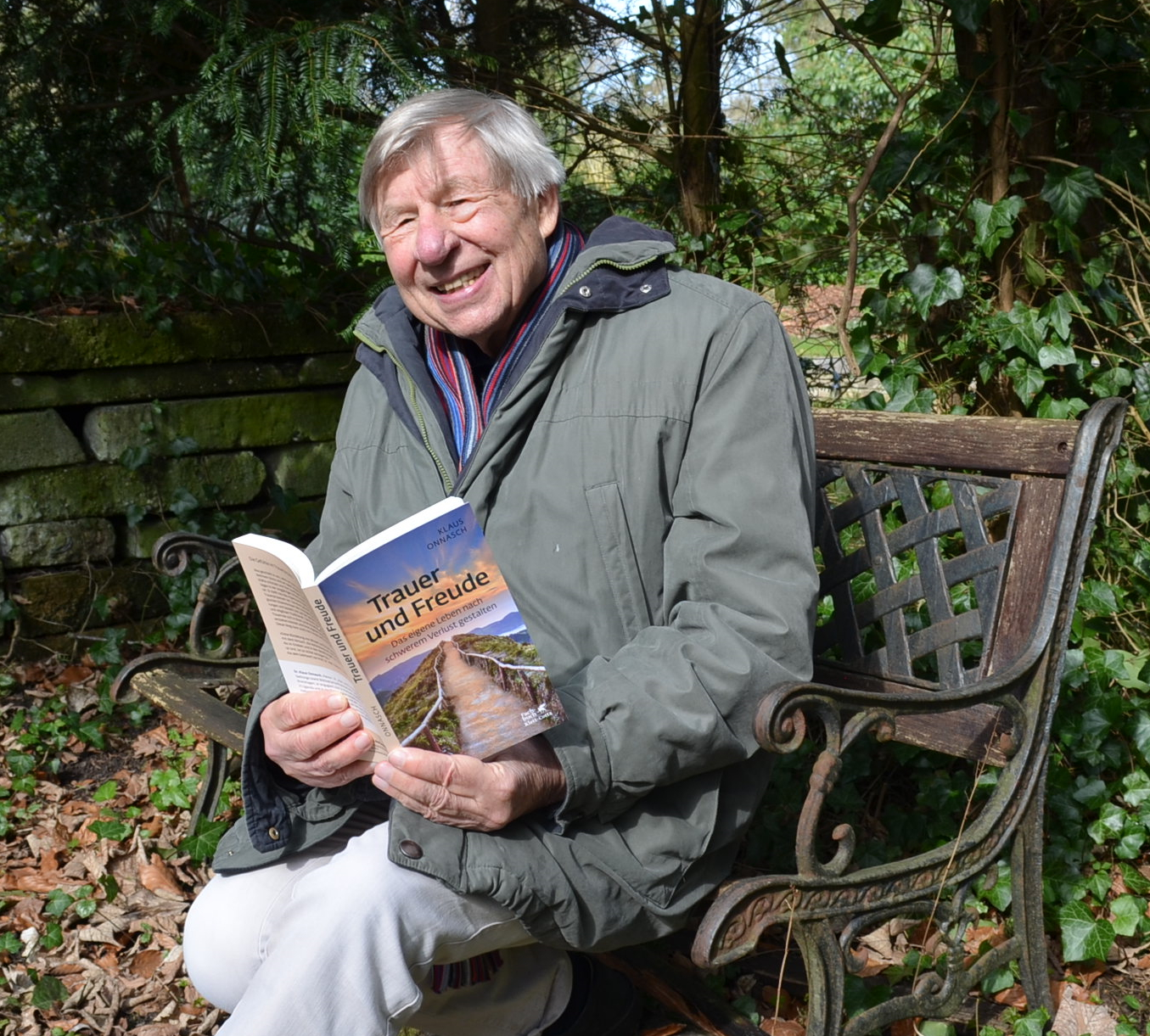
Klaus Onnasch 2021

## Leben und Wirken
Klaus Onnasch wurde 1937 in Görlitz geboren und wuchs als Kriegs- und Flüchtlingskind auf. In seiner Familie gab es prägende Bezüge zur Bekennenden Kirche und dem Kreis um Dietrich Bonhoeffer: Sein Großonkel war der Superintendent Friedrich Onnasch, dessen Sohn der Theologe und Studieninspektor Fritz Onnasch und dessen Enkel der Kirchenhistoriker Martin Onnasch ist.
Seit 1948 lebte Klaus Onnasch in Kiel, wo er sich in der Jugendarbeit und im Turnverein engagierte. Nach dem Abitur 1957 studierte er Evangelische Theologie in Kiel, Heidelberg und Göttingen. Begleitend absolvierte er Studien in Psychologie und Literaturwissenschaft. Nach dem theologischen Examen arbeitete er als wissenschaftlicher Assistent für Praktische Theologie in Kiel. 1967 promovierte er mit der Arbeit Angst und Gesetz. Das Phänomen der Angst untersucht an dem Werk Rainer Maria Rilkes und in Beziehung gesetzt zum lutherischen Gesetzesbegriff. Durch diese Arbeit gelang es ihm, Ängste besser zu verstehen und auch eigene Ängste, die auf seine Kindheit zurückgingen, zu bearbeiten. (Zusammenfassung dieser Dissertation in dem Aufsatz „Angst und Trauer“ s. u.).
Klaus Onnasch heiratete 1963 Irmgard „Mirad“ Frieling, 1964 wurde die Tochter Anja geboren, 1966 der Sohn Ralf-Erik. Vor allem dessen plötzlicher Tod im Jahre 1995 begründete seine Hinwendung zur Trauerbegleitung und -forschung; die Pflege und der frühe Tod seiner Frau im Jahre 2006 verband ihn mit der Hospizbewegung. Diese Erfahrungen flossen in seine Monografie Trauern mit Leib und Seele ein.
Von 1967 bis 1973 war er Jugendpastor im Landesjugendpfarramt Plön. Anschließend war er bis 1977 Studentenpastor an der Universität Kiel. Von 1977 bis 1999 war er Pastor der Christusgemeinde Kronshagen bei Kiel und engagierte sich in der Nordelbischen Synode, Entwicklungsarbeit und interreligiösem Dialog.
Seit 1999 im Ruhestand, arbeitete er (ab 2008 mit seiner Partnerin Elfriede Pagel) weiterhin in der Trauerbegleitung, Entwicklungsarbeit (z. B. in Uganda) und im interreligiösen, insbesondere christlich-muslimischen Dialog mit, sowie in der Partnerschaft Kiel–Hatay/Antakya, in der er nach dem Erdbeben 2023 Projekte zur Trauerarbeit angestoßen hat.
Die Evangelische Zeitung würdigte ihn 2022 als einen „stillen Weltretter“, der durch beharrliches, nachhaltiges Wirken zahlreiche Entwicklungen vorbereitet habe.

## Spielraum-Modell der Trauer
Aufbauend auf dem Dualen Prozessmodell entwickelte Onnasch zusammen mit Ursula Gast das Spielraum-Modell der Trauer. Trauer beschreibt er nicht als linearen Prozess, bei ihm geschieht Trauer in einem offenen emotionalen Raum. Trauernde pendeln dabei zwischen Polen wie z. B. (Trauer-)Arbeit und Erholung: Die Auseinandersetzung mit dem Verlust ist harte Arbeit; dem müssen Zeiten der Entspannung („Trauererholung“) gegenüberstehen.
Das Modell wurde durch seine Werke Trauern mit Leib und Seele (2011 ff.) und Trauer und Freude (2021) bekannt und sowohl bei säkularen Bestattern als auch in der Hospizbewegung vielfach rezipiert.
Des Weiteren wirkte er mit beim Verein AGUS e.V. Angehörige um Suizid sowie beim Bundesverband Verwaiste Eltern und Trauernde Geschwister in Deutschland e.V.

## Veröffentlichungen (Auswahl)

### Bücher
- Trauer und Freude. Das eigene Leben nach schwerem Verlust gestalten, Stuttgart: Klett-Cotta 2021. ISBN 978-3-608-98345-6
- mit Gast, Ursula: Trauern mit Leib und Seele, Stuttgart: Klett-Cotta 2011 (7. Aufl. 2024). ISBN 978-3-608-86029-0
- mit Gast, Ursula; Markert, Elisabeth Christa; Schollas, Thomas: Trauma und Trauer, Stuttgart: Klett-Cotta 2009. ISBN 978-3-608-89085-3
- Opium der Schüler oder Wahlfach der Avantgarde? Religionsunterricht und Schulreform Wuppertal-Barmen : Jugenddienst-Verl., 1970 ISBN 978-3-7795-7016-5
- Angst und Gesetz: Das Phänomen der Angst, untersucht an dem Werk R. M. Rilkes und in Beziehung gesetzt zum lutherischen Gesetzesbegriff. Hochschulschrift Kiel, Theol. F., Diss. v. 21. Juli 1967.

### Aufsätze
- Neue Aspekte der Trauerforschung in ihrer Bedeutung für die Trauerbegleitung. In: Wege zum Menschen, 70. Jg., Heft 4, 2018, S. 285–298, ISSN 0043-2040
- Angst und Trauer. Konsequenzen neurobiologischer Erkenntnisse für die Seelsorge. In: Praktische Theologie. Zeitschrift für Praxis in Kirche, Gesellschaft und Kultur, 2018, Bd. 53, Heft 2, S. 112 ff.
- Seelsorge im Christentum. Verlagshaus Speyer, 2012.
- Erfahrungen mit dem Dialog am Beispiel der interreligiösen Arbeit in Kiel. In: Interreligiöser Dialog. Lit-Verlag, 2006, S. 177–207.
- Ökumenisches Lernen – am Beispiel der Partnerschaftsarbeit mit Uganda in der Christusgemeinde Kronshagen. In: Ökumenisches Lernen in der Gemeinde, hrsg. v. Klaus Goßmann, Gütersloher Verlagshaus Gerd Mohn, 1988, S. 33–74
- Onnasch, Klaus: Blinzelspiel, Blitzlichter, Burgspiele...: inwieweit lassen sich Methoden der Gruppendynamik auf den Unterricht übertragen? In: Zeitschrift für Religionspädagogik. Band 33, Nr. 2, 1978, S. 65–67.
- Jugendarbeit und Schulreform. In: Wissenschaft und Praxis in Kirche und Gesellschaft. Band 62. Vandenhoeck & Ruprecht, 1973, S. 328–337.

### Sonstige Literatur
- Freya Banaz-Yasar, Kirsti Gräf, Elke Hoffmann, Norbert Mucksch, Klaus Onnasch, Chris Paul, Karin Scheer, Kläre Winhuysen: Kulturen der Trauer. Eine Handreichung des DHPV. Deutscher Hospiz- und PalliativVerband, Berlin 2021 (yumpu.com).
- Thomas Achenbach, Dirk Blümke, Christine Ettwein-Friehs, Antje Hering, Elke Hoffmann, Norbert Mucksch,  Klaus Onnasch, Karin Scheer, Angelika Thaysen, Kläre Winhuysen, Ulrike Wohlgemuth: Trauerbegleitung. Eine Handreichung des DHPV. Deutscher Hospiz- und PalliativVerband, Berlin 2017 (yumpu.com).

## Belege
1. 1 2  Johanna Tyrell: Ein stiller Weltretter. In: Evangelische Zeitung. 24. Oktober 2022, abgerufen am 4. Juli 2025.
2. ↑  Freundschaftsverein Kronshagen-Bushenyi/Ishaka e.V., abgerufen 16. August 2025, Webseite der NGO Rukararwe, abgerufen am 16. Juli 2025
3. ↑  Webseite des Interreligiösen Arbeitskreises Kiel
4. ↑  Hüdayi Konteynar Kenti Bayram Kutlaması, Youtube-Video, Minute 0:22, abgerufen am 8. Juli 2025. Das Video 2023-2024 Etkinlikleri Adım Adım İleri ist eine Zusammenfassung der Trauerbegleitung in Hatay 2023-2025, abgerufen am 16. Juli 2025
5. ↑  Kristiane Backheuer: Klaus Onnasch in Hatay | Ein Zeichen setzen in schwierigen Zeiten. In: Kieler Nachrichten. 25. Juni 2018, abgerufen am 9. Juli 2025.
6. ↑  Angela Stoll: Seelsorger zum Umgang mit dem Tod: „Trauer und Freude gehören zusammen“ im Redaktionsnetzwerk Deutschland, 15. Mai 2021, abgerufen am 16. Juli 2025
7. ↑  Trauerbegleitung | Klaus Onnasch, auf ahorn.net mit einer kurzen Broschüre
8. ↑  Broschüren Trauerbegleitung und Kulturen der Trauer, siehe Literatur
9. ↑   Vortrag Trauer und trotzdem neue Lebensfreude – auch nach Suizid
10. ↑  Vorwort Praxishandbuch Kreative Trauerbegleitung